# Flachsbrechhaus (Rimbach)

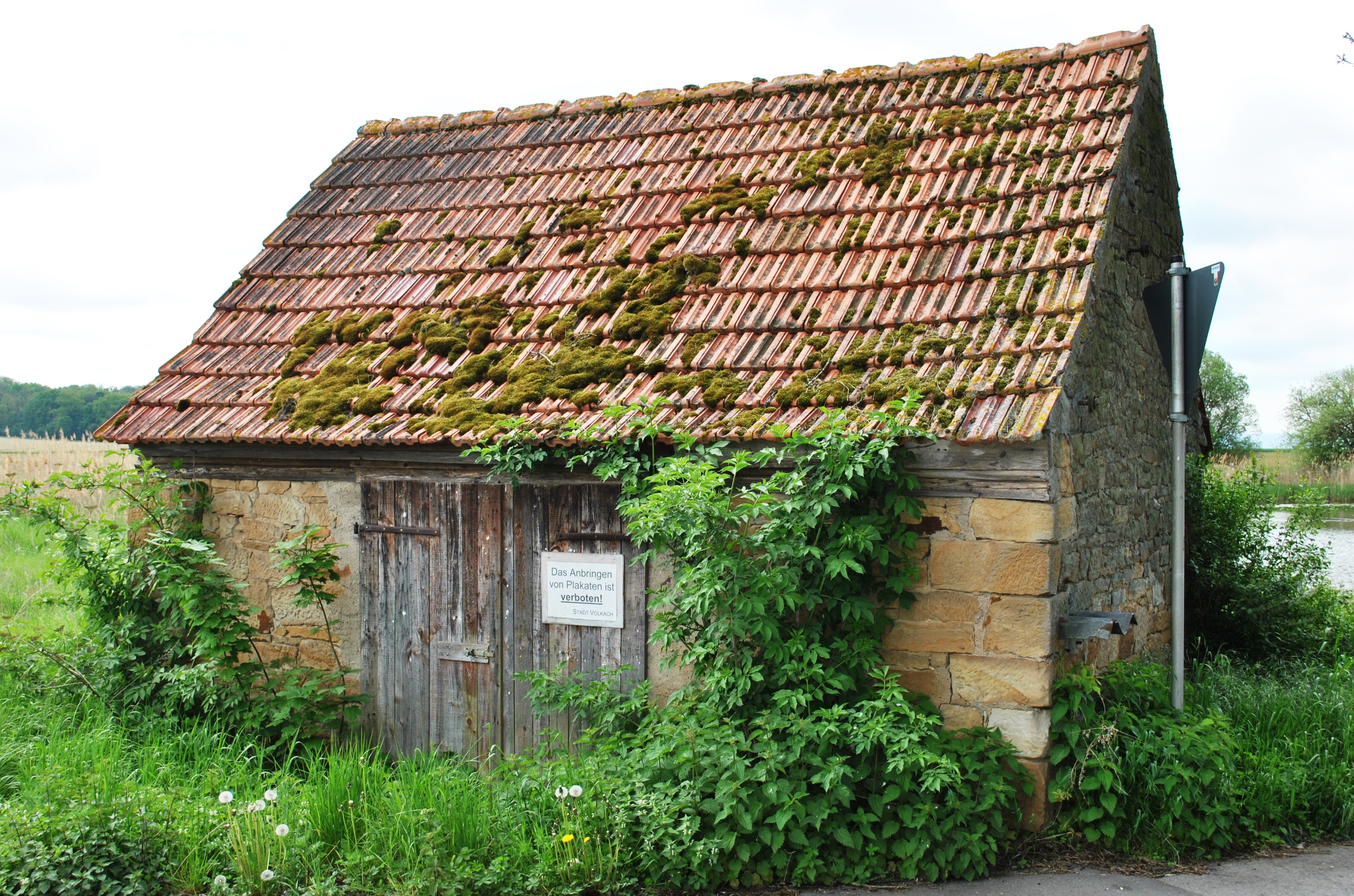
Das Flachsbrechhaus bei Rimbach

Das Flachsbrechhaus ist ein denkmalgeschütztes Gebäude auf der Gemarkung des Volkacher Ortsteils Rimbach im unterfränkischen Landkreis Kitzingen. Es steht am südlichen Ortsausgang an der Kreisstraße KT37.

## Geschichte
Das Rimbacher Flachsbrechhaus wurde wohl in der zweiten Hälfte des 19. Jahrhunderts errichtet. Es war zu diesem Zeitpunkt bereits ein Anachronismus, weil die Flachsherstellung seit 1850 durch das massenhafte Aufkommen der Baumwolle verdrängt wurde. Ursprünglich wurden die Flachsbrechhäuser, ähnlich wie das Back- oder Hirtenhaus von der gesamten Dorfbevölkerung genutzt. Nach dem Abschluss der Flachsernte veranstaltete man dort kleine Feste.
In den Gebäuden wurde der Flachs gebrochen und gedörrt. Da hierfür warme Luft benötigt wurde, entfachte man um das Haus Feuer. Deshalb entstanden die meisten Flachbrechhäuser außerhalb der Dörfer und, wie auch in Rimbach, an einem See. Eine Wiederbelebung erfuhr die Flachsherstellung während der Rohstoffengpässe im Zweiten Weltkrieg. Die Schulkinder des Dorfes wurden zum Brechen und Dörren herangezogen, allerdings mussten sie den Stoff in der zentralen Flachsdarre in Großlangheim abgeben.
Spätestens nach dem Krieg wurden die meisten Flachsbrechhäusern abgebrochen. Das Häuschen in Rimbach überstand diese Zeit, weil es später von der Freiwilligen Feuerwehr des Ortes als Lagerraum genutzt wurde. In der Folgezeit wurde das Haus als Raum für landwirtschaftliches Gerät von den Bauern des Dorfes zweckentfremdet. Heute wird das Haus vom Bayerischen Landesamt für Denkmalpflege als Baudenkmal geführt.

## Beschreibung
Das Flachsbrechhaus ist ein kleiner, eingeschossiger Satteldachbau. Er wurde aus unverputztem Bruchstein errichtet, als Gestein wählte man den für Mainfranken typischen Sandstein. Wahrscheinlich errichtete man das Haus in der zweiten Hälfte des 19. Jahrhunderts.